# De Kreek (Puttershoek)
De Kreek is een smalle kreek tussen Puttershoek en Maasdam in de Nederlandse provincie Zuid-Holland. De Kreek is een aftakking van De Boezem, die op zijn beurt weer afvloeit in de Oude Maas. Hij loopt parallel met de Boezemvliet en de Hoeksedijk / Maasdamsedijk.